# Impianto solare termico
Gli impianti solari termici sono dispositivi che permettono di catturare l'energia solare, immagazzinarla e usarla nelle maniere più svariate, in particolare ai fini del riscaldamento dell'acqua corrente in sostituzione o come complemento delle caldaie alimentate tramite gas naturale; esistono anche sistemi solari termici ad aria a ciclo aperto che permettono il riscaldamento degli ambienti. A volte, questi impianti possono essere usati per il preriscaldamento dell'acqua utilizzata per gli impianti di riscaldamento domestici, con conseguente risparmio economico connesso ad una minor energia elettrica necessaria a portare l'acqua alla temperatura d'esercizio dell'impianto di riscaldamento domestico stesso.
Nel caso si utilizzi il calore del Sole per produrre corrente tramite l'evaporazione di fluidi vettori che alimentano turbine collegate ad alternatori si parla di impianto solare termodinamico.

## Classificazione
Gli impianti si distinguono in:
- impianti a basse temperature (fino a 120 °C)
- impianti a medie temperature (ca. 500 °C)
- impianti ad alte temperature (ca. 1000 °C) che trovano applicazione soprattutto nei grossi impianti industriali.

## I collettori solari
Il "pannello solare termico" è il dispositivo base su cui si basa questa tecnologia. Esistono varie tipologie di "pannello solare termico", nella tipologia più conosciuta, i collettori sono attraversati da un fluido termovettore incanalato in un circuito solare che lo porterà ad un accumulatore. L'accumulatore ha la funzione di immagazzinare più energia termica possibile al fine di poterla usare successivamente, al momento del bisogno.
Ne esistono di vari tipi, i più recenti sono i tubi sottovuoto che hanno un alto rendimento ma sono più soggetti a rotture.
Negli ultimi 15 anni il settore termo idraulico si è evoluto sotto questo aspetto tecnologico ed è comparsa nel mercato idraulico una nuova tipologia di "pannello solare" che vede integrato il boiler/accumulo direttamente nel collettore (di sezione più larga), così facendo con un unico componente si vanno a semplificare e sostituire parte dell'impianto della tipologia sopra indicata. La tipologia impiantistica in dettaglio rientra negli impianti a "circolazione naturale", non è presente un fluido termovettore che incanala l'energia solare, ma è l'acqua stessa ad assumerne le funzioni.

## Composizione impianto solare termico

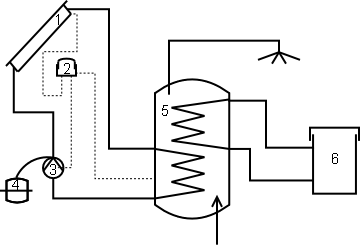
Schema di un impianto solare termico per acqua calda

Un impianto solare termico è composto sempre almeno dalle seguenti unità:
- uno o più collettori che cedono il calore del sole al fluido; ne esistono di vari tipi, dalla semplice lastra di rame percorsa da una serpentina e pitturata di vernice nera, al pannello selettivo trattato con biossido di titanio (TINOX), all'assorbitore sottovuoto. Nei primi due casi l'assorbitore è protetto da un vetro temperato, che può essere prismatico;
- un serbatoio di accumulo del fluido.

Esistono quattro tipi di impianti:
- a circolazione naturale: in questo tipo il fluido è l'acqua stessa che, riscaldandosi, sale per convezione in un serbatoio di accumulo (boiler), che deve essere posto più in alto del collettore solare, dal quale viene distribuito alle utenze domestiche; il circuito è chiuso, in quanto l'acqua che viene consumata viene sostituita dall'afflusso esterno. Questo impianto ha per pregio la semplicità ma è caratterizzato da una elevata dispersione termica, a scapito della efficienza.
- a circolazione forzata: un circuito composto dal collettore solare, una serpentina posta all'interno del boiler ed i tubi di raccordo. Una pompa, detta circolatore, permette la cessione del calore raccolto dal fluido, in questo caso glicole propilenico, simile al glicole etilenico (il liquido usato per i radiatori delle automobili), alla serpentina posta all'interno del boiler. Il circuito è notevolmente più complesso, dovendo prevedere un vaso di espansione, un controllo di temperatura ed altri componenti, ed ha un consumo elettrico dovuto alla pompa e alla centralina di controllo, ma ha una efficienza termica ben più elevata, visto che il boiler è posto all'interno e quindi meno soggetto a dispersione termica durante la notte o alle condizioni climatiche avverse.
- a svuotamento: il sistema è analogo a quello a circolazione forzata, solo che l'impianto viene riempito e quindi usato solo quando è necessario o possibile. Se l'impianto ha raggiunto la temperatura desiderata, si svuota, oppure se manca il sole l'impianto non si riempie. questo permette anche di aumentare il numero dei collettori solari. Unico vincolo risiede nella necessità di avere una pendenza minima tra il collettore e il serbatoio di raccolta.
- a concentrazione con inseguitore solare: in grado di concentrare i raggi solari in corrispondenza del fluido termoconduttore grazie ad una particolare forma parabolica